# کاکتوس نم‌پسند
مایونیا پوپیجی(نام علمی: Maihuenia poeppigii) نام یک گونه از تیره کاکتوس است.